# Паре-Пинтре, Орельен
Орельен Паре-Пинтре (фр. Aurélien Paret-Peintre; род. 27 февраля 1996, Анмас, Франция) — французский профессиональный шоссейный велогонщик, выступающий с 2018 года за команду «AG2R Citroën».

## Достижения
2015
4-й - Крейз Брейз Элит
2017
4-й - Piccolo Giro di Lombardia (U-23)
5-й - Trofeo Edil C